# Віктор Цоклан
Віктор Іванович Цоклан (нар. 1 жовтня 1965; Казанджик, Туркменська РСР) — український громадський діяч і бізнесмен, заслужений юрист України, голова наглядової ради суднобудівного і судноремонтного заводу «Океан».

## Життєпис
Народився 1 жовтня 1965 року в місті Казанджик Туркменської РСР в родині кадрового офіцера Радянської Армії Цоклана Івана Юрійовича та Цоклан Наталії Костянтинівни.

### Освіта
В шкільні роки навчався у школі №7, місті Новоград-Волинський, Житомирської обл.[джерело не вказане 1458 днів] та в школі N8, місті Улан-Батор, Монгольської Народної Республіки[джерело не вказане 1458 днів].
У 1986 році закінчив Львівське вище військово-політичне училище, факультет культурно-освітньої роботи.
У 1994 став випускником правничого факультету Львівського національного університету ім. І. Франка.
У 2008 закінчив Інститут держави і права ім. В. М. Корецького.
Кандидат юридичних наук, написав дисертацію на тему: «Система сучасних джерел конституційного права України: проблеми теорії і практики».
У 2010 пройшов нострифікацію та отримав ступінь доктор права (PhD) Дебреценського університету (University of Debrecen) в Угорщині.

## Кар'єра
З 1986 по 1991 рік служив в Радянський Армії в різних підрозділах Групи Радянських військ в Німеччині. Остання посада — помічник начальника політвідділу 39-ї мотострілецької дивізії у м. Ордруф. У 1991 році після виведення військ з Німеччини звільнився з армії за скороченням штату.
З 1992 року працював в державній податковій інспекції Ужгорода, Закарпатської області головним державним податковим ревізором-інспектором управління податкових розслідувань, начальником юридичного відділу податкової інспекції.
У 1995 році заснував юридичну компанію «Цоклан і К», де сам був адвокатом і генеральним директором.
З 1998 по 2002 рік — депутат Закарпатської обласної ради.
У 1998 році балотувався на посаду міського голови Ужгорода.
З 2000 року — засновник, директор, член правління «законотворчого центру «Європейський вибір», створеного за ініціативою групи народних депутатів України.
З червня 2000 року – головний консультант економіко-договірного відділу, завідувач відділу правового забезпечення Державного управління справами Президента України.
З червня 2003 року по березень 2004 року — заступник начальника Державного підприємства «Миколаївський морський торговельний порт» з комерційної діяльності та правового забезпечення.
З березня 2004 по березень 2005 року — генеральний директор Державного підприємства Міжнародний дитячий центр «Артек».
З 2005 по 2007 рік — президент юридичної фірми «Цоклан Консалтинг Груп».
З травня 2007 року по грудень 2008 року — керівник апарату Вищого Адміністративного суду України.
У грудні 2007 року призначений заступником Міністра юстиції України. Був членом команди Миколи Оніщука.
У сферу його посадових обов’язків входить контроль за діяльністю апарату та фінансово-господарською діяльністю міністерства. З 2010 року і до початку 2021 року працював в країнах ЄС (Угорщина, Хорватія, Австрія, Іспанія), консультував українські компанії з питань інвестицій, банківської діяльності та інших питань галузі на території юрисдикції країн Євросоюзу і Канади.
21 січня 2021 року був призначений на посаду Генерального директора суднобудівного заводу «Океан».  Акціонер заводу Василь Капацина заявив про “великі надії”, покладені на нового досвідченого керівника.
З березня 2021 — голова наглядової ради суднобудівного заводу «Океан».

## Звання
У жовтні 2004-го року Указом Президента України надано почесне звання "Заслужений юрист України" (2004).